# II. Démétriosz szeleukida uralkodó
II. Démétriosz Nikatór (Δημήτριος Νικάτωρ, Kr. e. 161 – Kr. e. 125) ókori hellenisztikus király, a Szeleukida Birodalom tizenkettedik uralkodója (Kr. e. 145–139 között, majd Kr. e. 128-tól haláláig), I. Démétriosz Szótér gyermeke volt. A Nikatór (Győzedelmes) mellett pénzein a Theosz (Isten) és a Philadelphosz (Testvérét szerető) melléknevek egyaránt előfordulnak.

## Útja a trónig
Démétriosz nagyobbik fiáról akkor hallunk először, amikor fivérével, a későbbi VII. Antiokhosszal együtt biztonságba helyezték a krétai Knidoszban, miután Alexandrosz Balasz személyében trónkövetelő lépett fel apjuk ellen. Balasz Kr. e. 150-ben legyőzte I. Démétrioszt és megszerezte a trónt. Kr. e. 148-ban vagy Kr. e. 147-ben az ifjabb Démétriosz krétai zsoldossereg élén Kilikiában szállt partra, hogy visszaszerezze örökségét.
Az időközben népszerűtlenné váló Balasz szövetségesét, VI. Ptolemaiosz Philométór egyiptomi királyt hívta Démétriosz ellen, de az Alexandroszból kiábránduló Ptolemaiosz átállt a másik oldalra, és Démétriosszal szövetkezve elűzte a népszerűtlen Balaszt. A tömegek örömükben Szíria királyává kiáltották ki Ptolemaioszt, de ő lemondott a címről új veje, a Kleopatra nevű lányát feleségül vevő Démétriosz javára. Balasz közben nem tétlenkedett: Kilikiában hadakat gyűjtött és megindult Antiokheia felé. A Kr. e. 145-ös oinoparaszi ütközetben Démétriosz és Ptolemaiosz fényes győzelmet aratott, noha ez utóbbi elesett. Alexandrosz egy nabateus előkelőséghez menekült, aki meggyilkolta, és fejét elküldte Egyiptomba.

## A pártus fogság
Démétriosz trónra jutva katonái nagy részét elbocsátotta, ellenfeleinek támogatóival pedig rendkívüli kegyetlenséggel kezdett elbánni. Mindezzel rövidesen elveszítette támogatottságát, és még trónra jutásának évében fellázadt ellene egyik hadvezére, Diodotosz Trüphón, aki Balasz kiskorú gyermekét, VI. Antiokhoszt próbálta trónra emelni. Ehhez megszerezte a Szeleukida Birodalomtól nemrég függetlenedett palesztinai zsidó állam vezetője, Jonatán Makkabeus támogatását is. A lázadók hosszas harcokban megszerezték Szíria nagy részét és Antiokheiát is, mire Démétriosz Mezopotámiába, Szeleukeia és Babilón városába vonult vissza. Egy innen indított keleti expedíciója során I. Mithridatész pártus uralkodó fogságába esett Kr. e. 139-ben.
Démétriosz körülbelül tíz esztendeig volt a pártusok foglya. Mithridatész ugyan a keleti Hürkaniába telepítette, de összességében barátságosan bánt vele: uralkodói pompában élhetett, és a nagykirály még egy lányát, Rhodogunét is feleségül adta hozzá. Mithridatész Kr. e. 138-as halálát követően megpróbált elszökni, ennek ellenére II. Phraatész sem alkalmazott vele szemben szankciókat.

## Az utolsó évek
Kr. e. 137-ben Démétriosz fivére, VII. Antiokhosz legyőzte a bábját, VI. Antiokhoszt időközben meggyilkoló és trónra lépő Diodotoszt, és támadásba lendült Mezopotámiában a pártusok ellen. Phraatész ekkor Démétrioszt léptette fel fivére ellen, aki Kr. e. 129-ben csatában leverte Antiokhoszt, és ismét Szíria élére tudott állni. 
A visszatérő Démétriosz függetlenítette magát Parthiától, és rövidesen belebonyolódott az egyiptomi trónviszályba. II. Kleopátra királynő lépett vele szövetségre elűzött férje-fivére, VIII. Ptolemaiosz Phüszkón ellen, mire Démétriosz megpróbált bevonulni Egyiptomba, azonban a szeleukida királynak Pelusiumnál katonái és alattvalói elégedetlensége miatt vissza kellett fordulnia. A külső beavatkozás hatására ráadásul VIII. Ptolemaioszt is hazahívták, ő pedig bosszúból trónkövetelőt állított ellene II. Alexandrosz Zabinasz személyében. 
Alexandrosz Kr. e. 125-ben diadalt aratott Démétriosz felett, aki Ptolemaiszba menekült, Kleopátra Thea nevű feleségéhez. Ő azonban nem adott neki menedéket: férje parthiai távollétében annak fivéréhez, VII. Antiokhoszhoz is feleségül ment, a híradások szerint Démétriosz pártus házasságát nehezményezve. Démétriosz erre Türoszba menekült, ahol hajóra szállt, itt azonban (talán felesége parancsára) meggyilkolták, hasonlóan idősebbik fiához, V. Szeleukoszhoz. Kisebbik fia VIII. Antiokhosz Grüposz néven később maga is trónra lépett.